# En public à l'Olympia 74
Albums de Jean-Roger Caussimon
Musique légère
(1974) Il fait soleil
(1975)
En public à l'Olympia 74 est un album en public de Jean-Roger Caussimon, 24 titres enregistrés le 13 mai 1974, avec Éric Robrecht au piano, dans le cadre de l'émission Musicorama d'Europe 1.

## Titres
| No  | Titre                     | Durée      |
| --- | ------------------------- | ---------- |
| 1.  | Le Funambule              | 2 min 55 s |
| 2.  | Sammy, le pianiste noir   | 2 min 18 s |
| 3.  | Le Temps du tango         | 3 min 16 s |
| 4.  | Comme à Ostende           | 3 min 02 s |
| 5.  | Monsieur William          | 3 min 07 s |
| 6.  | Nous deux                 | 3 min 51 s |
| 7.  | Les Cavaliers             | 3 min 43 s |
| 8.  | Bleu... Blanc... Rouge... | 2 min 53 s |
| 9.  | Mon Sébasto               | 3 min 56 s |
| 10. | La Java de la Varenne     | 2 min 47 s |
| 11. | Cinéma-vie                | 2 min 43 s |
| 12. | Trois mots                | 3 min 15 s |
| 13. | Ne chantez pas la mort    | 4 min 31 s |
| 14. | Batelier, mon ami         | 2 min 22 s |
| 15. | Orly-bar                  | 3 min 49 s |
| 16. | Ma mère                   | 2 min 28 s |
| 17. | Les Marins-Pêcheurs       | 3 min 15 s |
| 18. | Musique légère            | 2 min 29 s |
| 19. | Galilée                   | 2 min 30 s |
| 20. | Où irez-vous danser ?     | 3 min 39 s |
| 21. | Les Camions               | 2 min 43 s |
| 22. | Cueille la fleur          | 2 min 38 s |
| 23. | Mon camarade              | 3 min 44 s |
| 24. | Le jour viendra           | 4 min 25 s |